# Копоруліха
Копору́ліха (рос. Копорулиха, марій. Копорулиха) — присілок у складі Юринського району Марій Ел, Росія. Входить до складу Мар'їнського сільського поселення.

## Населення
Населення — 86 осіб (2010; 115 у 2002).
Національний склад (станом на 2002 рік):
- росіяни — 99 %